# Louis Couperus

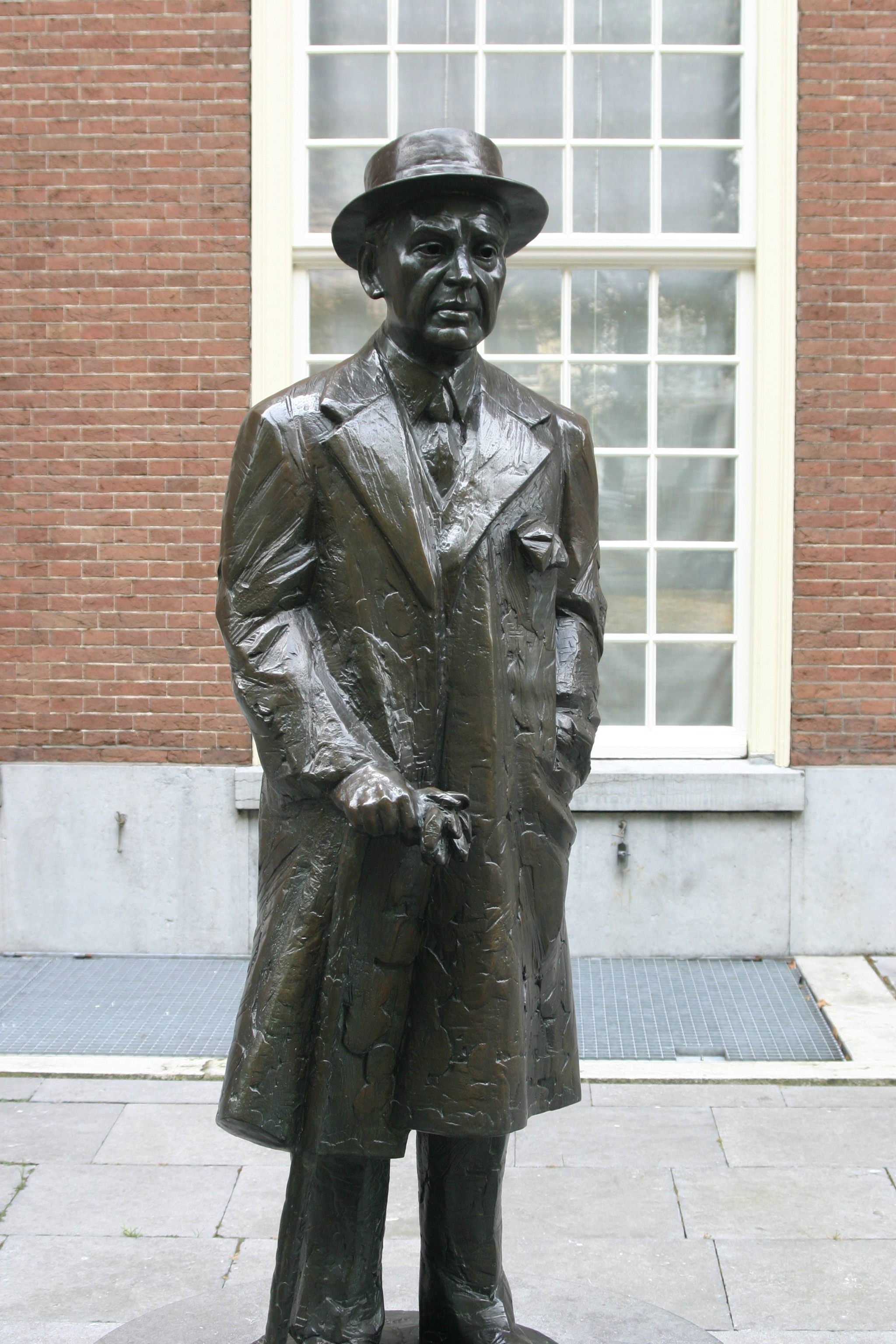
Statuia lui Louis Couperus (Kees Verkade - 1998), Lange Voorhout, Haga

Louis Marie-Anne Couperus (n. 10 iunie 1863, Mauritskade 43⁠(d), Olanda de Sud, Țările de Jos – d. 16 iulie 1923, Rheden, Gelderland, Țările de Jos) a fost un romancier și poet neerlandez de la sfârșitul secolului al XIX-lea, începutul secolului al XX-lea. Adesea este considerat ca fiind una dintre cele mai importante figuri din literatura neerlandeză.